# Ullevål Stadion
Ullevål Stadion (officiell norsk stavning Ullevaal Stadion) är en fotbollsanläggning i Oslo i Norge. Den är nationalarena för Norges herrlandslag i fotboll. Finalen i Norska cupen brukar spelas på Ullevål. Ullevål öppnades den 26 september 1926 av Norges dåvarande kronprins Olav. Den användes i början även för andra idrottsgrenar, men är sedan 1985 en ren fotbollsanläggning. Utanför sporten används Ullevål Stadion dock inte bara till fotboll, utan också till pop- och rockkonserter. Bland artister och grupper som har uppträtt här finns A-ha, R.E.M., Bigbang, Maria Mena, Madrugada, Mew och Sondre Lerche.
Ullevål Stadion har i dag en kapacitet på 27 200 åskådare. Den största publiksiffran kom den 22 september 1935 då Norge mötte Sverige inför 35 492 besökare i en match som Sverige vann med 2-0.
I anslutning till stadion ligger Idrettens hus, där Norges idrettsforbund og olympiske og paralympiske komité har sitt kansli.
Under ett flertal perioder fram till september 2017 var Ullevål hemmastadion för Vålerenga IF som då flyttade till Intility Arena.

## Bildgalleri från Ullevål

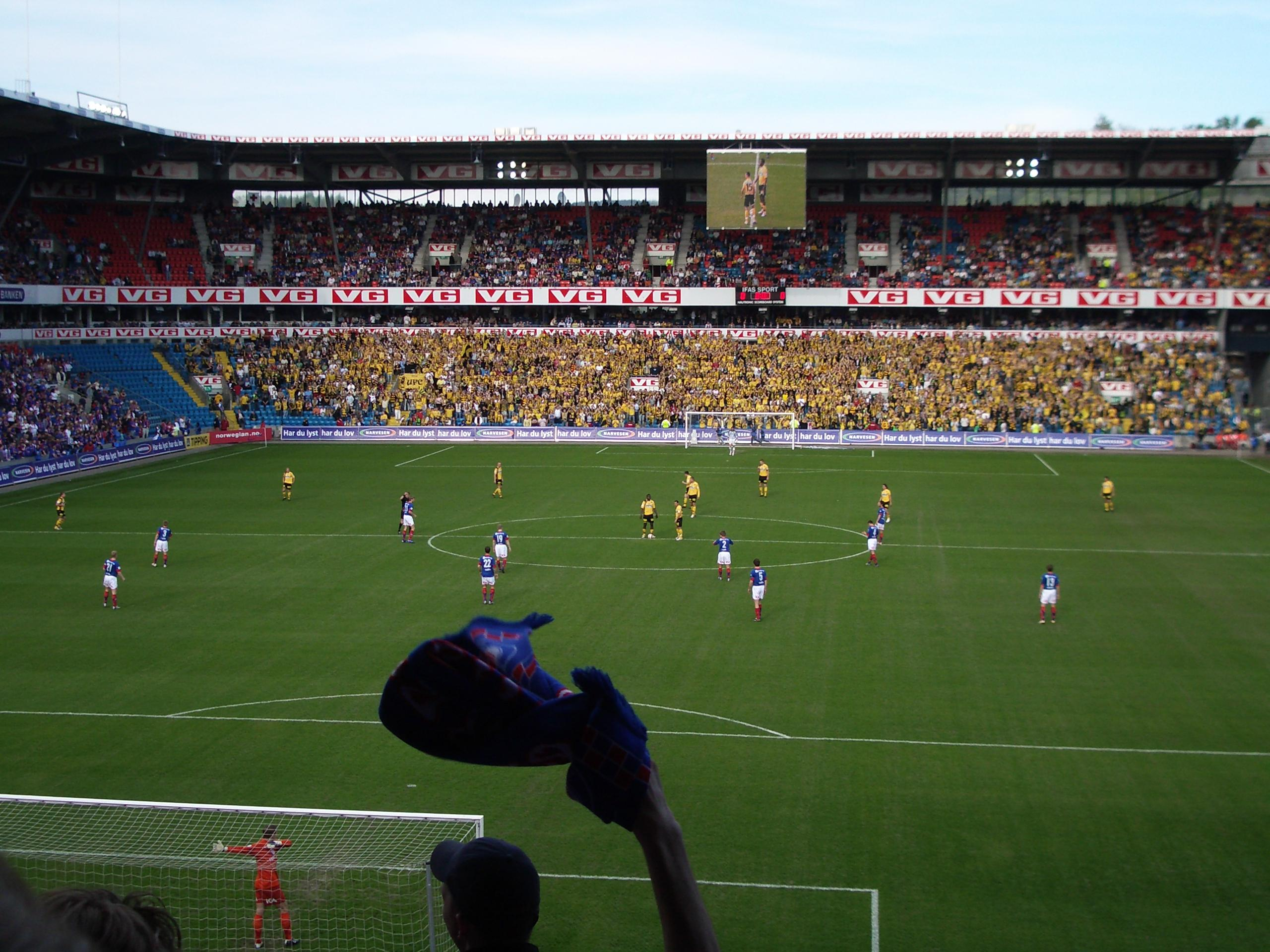
Vålerenga IF-Lillestrøm SK i Tippeligaen den 12 maj 2006.
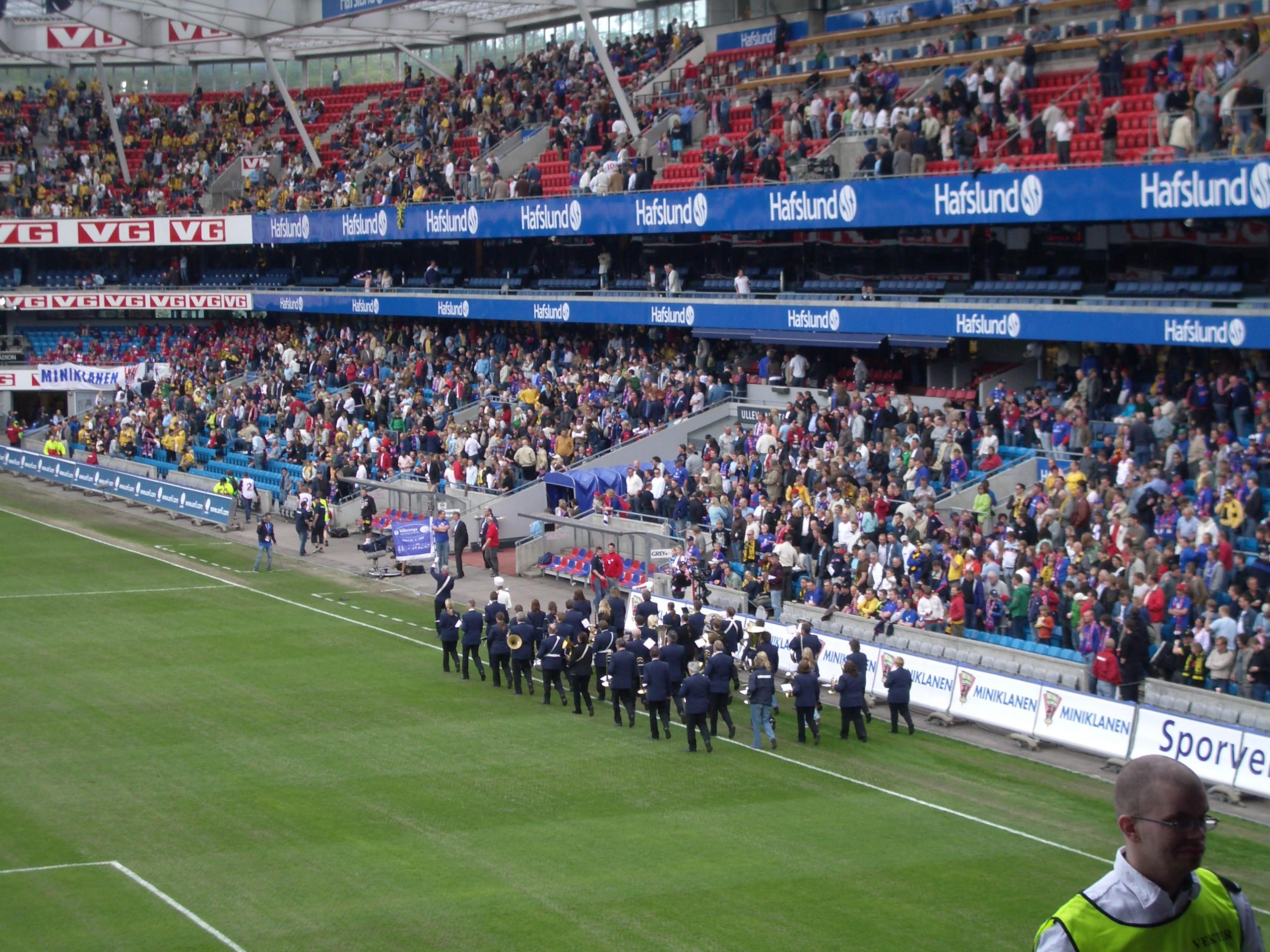
Hafslund-läktaren
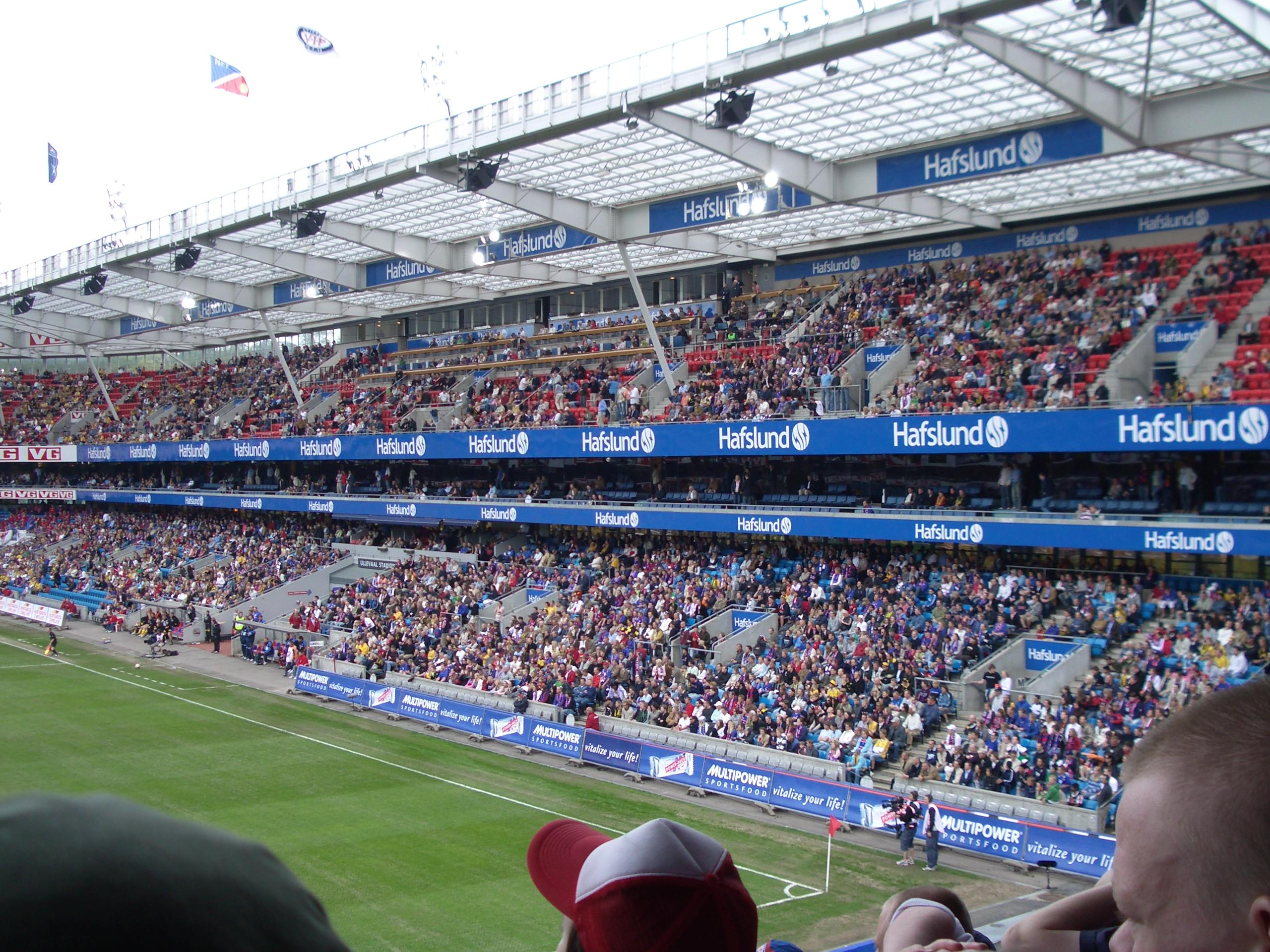
Hafslund-läktaren
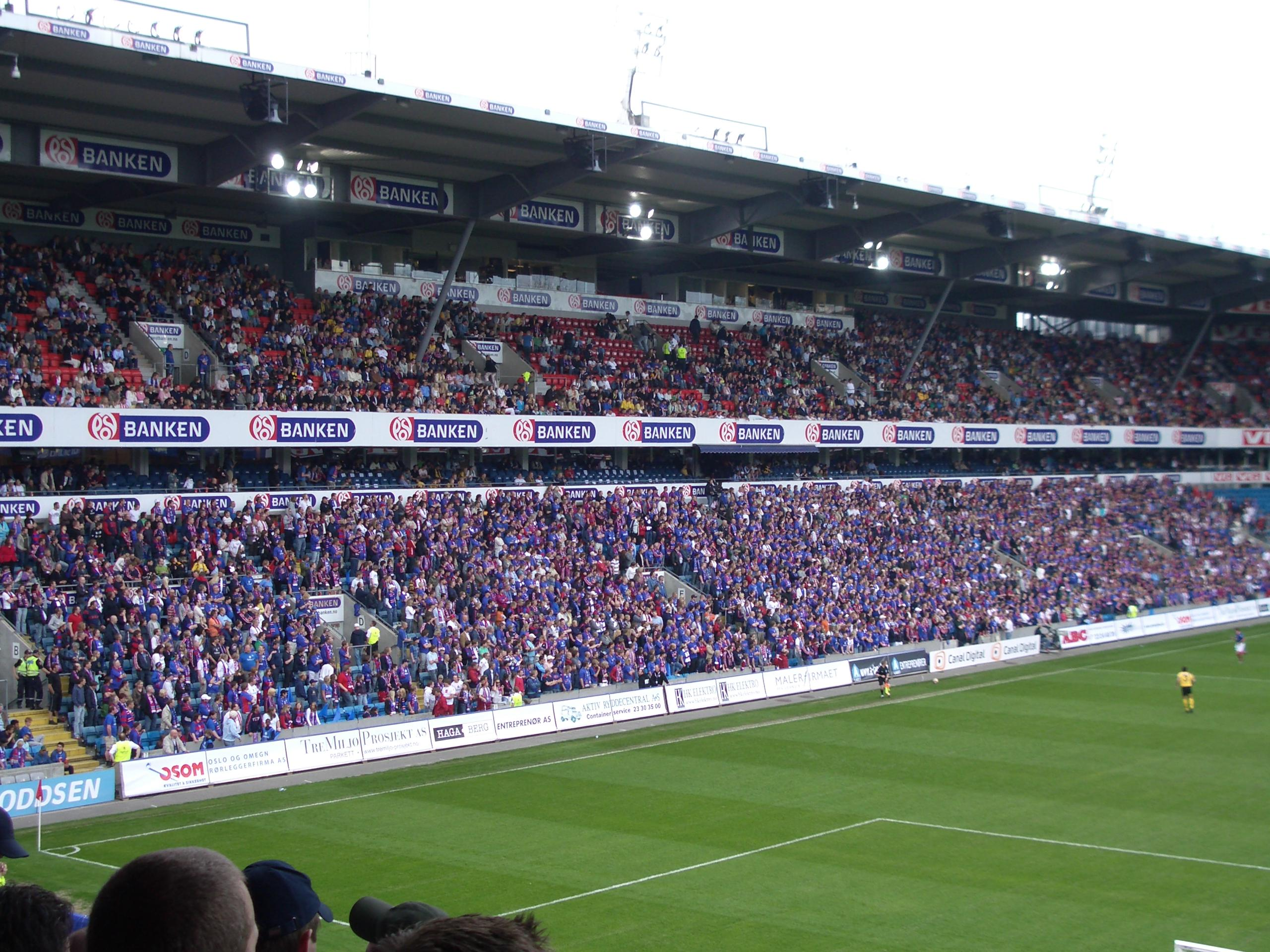
Vålerenga supportrar på Postbanken-sidan
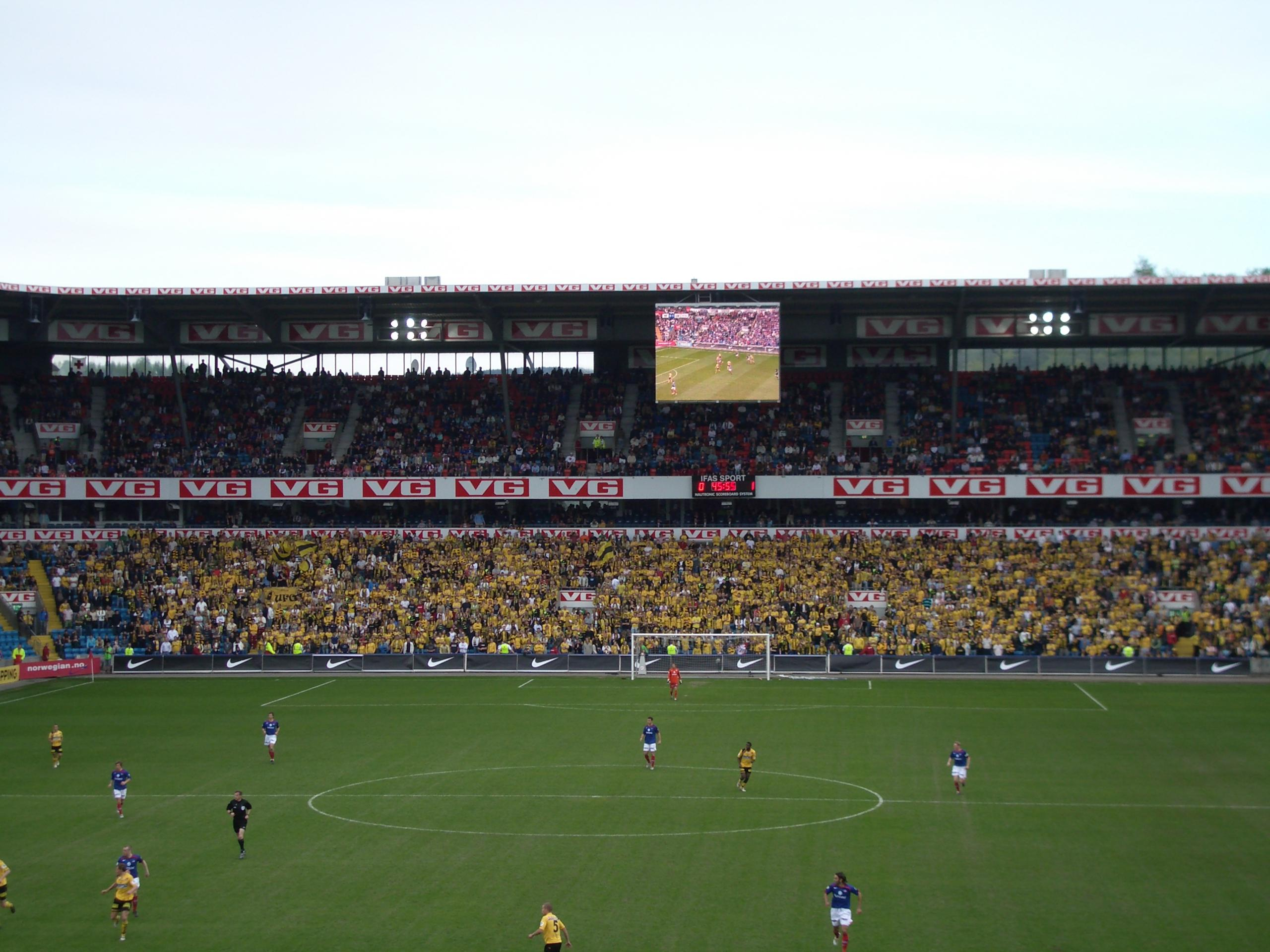
Bortasupportrar från Lillestrøm på VG-sidan
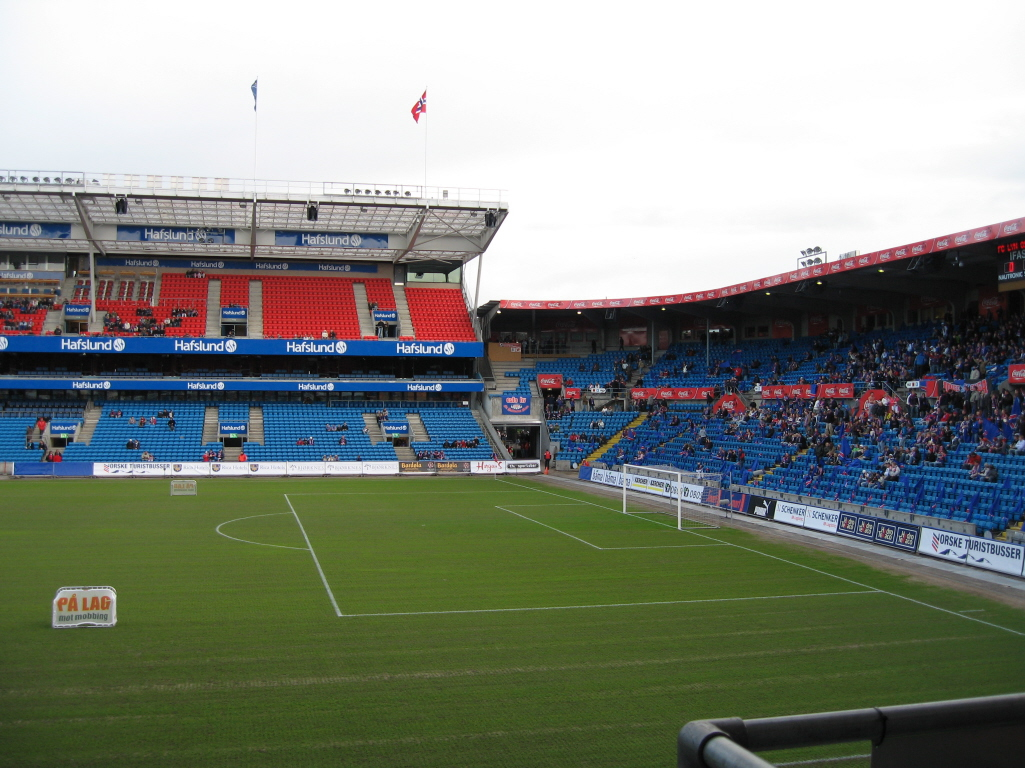
Coca-Cola-sidan
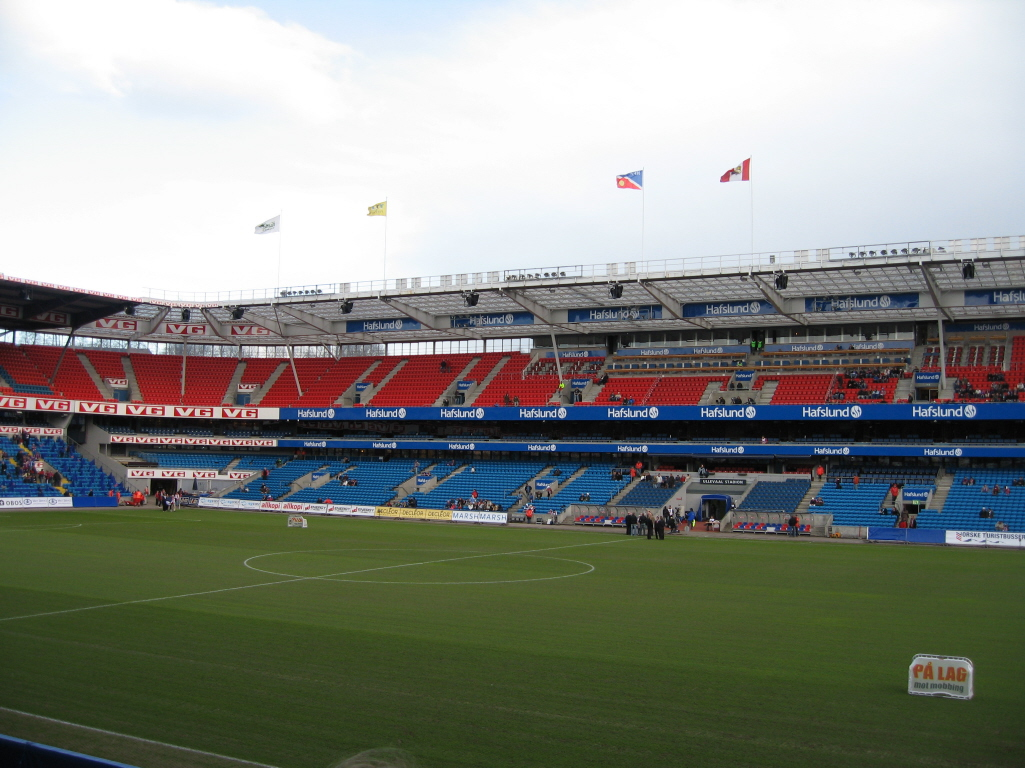
Hafslund- och VG-sidorna